# 岡山大学北津寮襲撃事件
岡山大学北津寮襲撃事件（おかやまだいがくほくしんりょうしゅうげきじけん）とは、1975年（昭和50年）5月25日に岡山県岡山市で発生した殺人事件。
マルクス主義青年同盟（現「がんばろう、日本!」国民協議会）が岡山大学の男子学生寮である北津寮を襲撃し、寮生1人を死に至らしめた事件である。

## 事件の発端
1975年4月16日以降、岡山大学に「マルクス主義青年同盟（マル青同）」を名乗る新左翼党派がオルグ活動を行ってきた。当時、マル青同は中国地方に有力な拠点校がなく、岡山大学を拠点にしようと目論み、乗り込んできたのである。
北津寮の一部寮生の手引きを受けたマル青同は、アジ演説やビラ配りや竹竿を携行した集団訓練などを大学構内で事件が起きるまでの間に何回か行い、寮の拠点化を図ったが、寮生の多くがマル青同の要請を拒否したため、対立を深めるようになった。事件2日前の5月23日には、マル青同の構成員が寮生を負傷させる事件を起こし、一触即発の事態となっていた。

## 事件の概要
5月25日午後4時30分頃、マル青同のマイクロバス2台が北津寮に乗り込み「革命をどう思うか」と寮生を恫喝した。このとき寮運営委員や委員長が鉄パイプなどで殴られたほか、寮生に多数の負傷者を出した。30分後にマル青同は一旦引き上げたが、寮生はこれに抗議する集会を寮内で開いた。
午後8時10分頃、マル青同のマイクロバスが集会に突っ込んだ。穂積亮次（後の新城市長）が「行け。突っ込め」と指揮するマイクロバスが、倒れた寮生1人の顔面を轢き、襲撃により16人の寮生らが重軽傷を負った。26日朝に、岡山県警察が中国自動車道でマイクロバスを捕捉し、車内から血痕のついた鉄パイプや竹竿が発見されたことから、乗っていた6人が逮捕された。
マル青同は轢かれた寮生を車両に収容して連れ去り、岡山市内の採石場付近の雑木林の斜面に埋め証拠隠滅を図ったが、27日に捜索願が出された結果、29日に遺体が発見された。
遺体はあちこちに打撲骨折があったうえに頭や顔が原形をとどめないほど損傷しており、裸の状態で鉄パイプで滅多打ちにされた後、判別されないように大きな石のようなもので頭部をメチャメチャに潰されたとみられる。被害者はその年に入学したばかりの18歳の学生で、メンバー獲得を図るマル青同からの強引な"一本釣り"に遭い、他の寮生らとともに反発していた。学生闘争に係る岡山大学生の死者としては3人目。
この事件に対し岡山大学学長の谷口澄夫は以下の告示を行っている。
寮生らは「今回の事件は断じて内ゲバではなく、一方的な襲撃だ」と主張し、29日には津島キャンパス内で岡山大学生らによって「暴力一掃抗議集会」が開催された。
一方で、「大学内のムードに対する気兼ねから」警察の介入を極度に嫌う大学当局側の対応の甘さを指摘する意見もあった。